# Biennale di Coruche
La Biennale di Coruche è un'importante mostra d'arte contemporanea. La Biennale è stata fondata a Coruche, Portogallo, nel 2003.